# Skogsfrylegräsmal
Skogsfrylegräsmal, Elachista tengstromi, är en fjärilsart som beskrevs av Lauri Kaila, Bengt Å. Bengtsson, Ivars Sulcs och Jari Junnilainen, 2001. Skogsfrylegräsmal ingår i släktet Elachista, och familjen gräsmalar. Arten bröts då ut från Elachista regificella som nu anses vara tre arter. Utöver skogsfrylegräsmal (Elachista tengstromi) ingår Elachista regificella och Fältfrylegräsmal (Elachista geminatella) i komplexet.  Arten har livskraftiga (LC) populationer i både Sverige och i Finland. Inga underarter finns listade i Catalogue of Life.